# Kusanobotrys bambusae
Kusanobotrys bambusae är en svampart som beskrevs av Henn. 1904. Kusanobotrys bambusae ingår i släktet Kusanobotrys, klassen Dothideomycetes, divisionen sporsäcksvampar och riket svampar.   Inga underarter finns listade i Catalogue of Life.